# Shima Takumi
Takumi Shima (sinh ngày 3 tháng 10 năm 1967) là một cầu thủ bóng đá người Nhật Bản.

## Sự nghiệp câu lạc bộ
Takumi Shima đã từng chơi cho Sanfrecce Hiroshima.

## Thống kê câu lạc bộ

### J.League
| Đội                 | Năm       | J.League | J.League | J.League Cup | J.League Cup | Tổng cộng | Tổng cộng |
| Đội                 | Năm       | Trận     | Bàn      | Trận         | Bàn          | Trận      | Bàn       |
| ------------------- | --------- | -------- | -------- | ------------ | ------------ | --------- | --------- |
| Sanfrecce Hiroshima | 1992      | -        | -        | 8            | 1            | 8         | 1         |
| Sanfrecce Hiroshima | 1993      | 9        | 4        | 6            | 1            | 15        | 5         |
| Sanfrecce Hiroshima | 1994      | 28       | 3        | 1            | 0            | 29        | 3         |
| Sanfrecce Hiroshima | 1995      | 0        | 0        | -            | -            | 0         | 0         |
| Tổng cộng           | Tổng cộng | 37       | 7        | 15           | 2            | 52        | 9         |